# Stör
Stör er en flod i det nordlige Tyskland, beliggende i delstaten Slesvig-Holsten og samtidig en biflod til Elben fra højre side, med en salmet længde på 87 km. Den har sit udspring ved Neumünster og løber vestover gennem Neumünster, Kellinghusen og Itzehoe. Stör løber ud i Elben nær Glückstadt.